# Мила (област)
Мила (на арабски: ولاية ميلة) е област на Алжир. Населението ѝ е 766 886 жители (по данни от април 2008 г.), а площта 9375 кв. км. Намира се в часова зона UTC+01. Телефонният ѝ код е +213 (0) 43. Административен център е Мила.